# Katelijnepoort (Brugge)

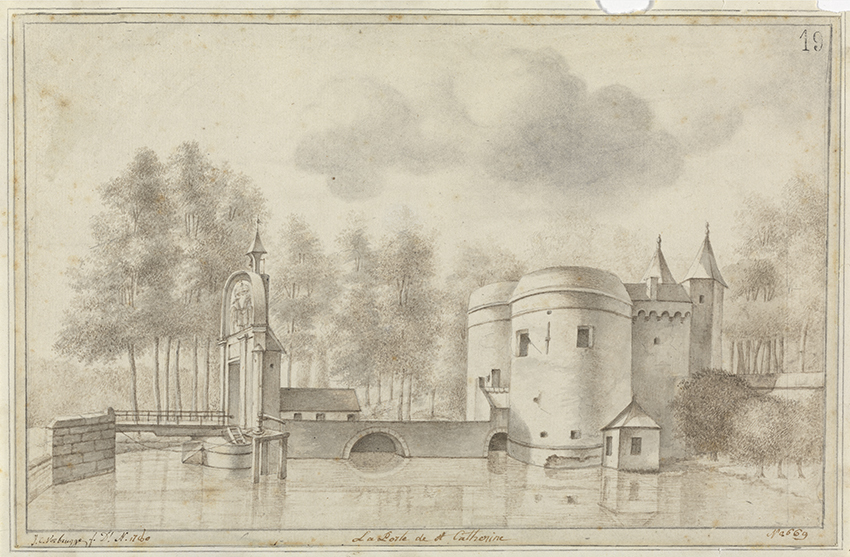
De Katelijnepoort in 1780, tekening door Jean Charles Verbrugge (Groeningemuseum).

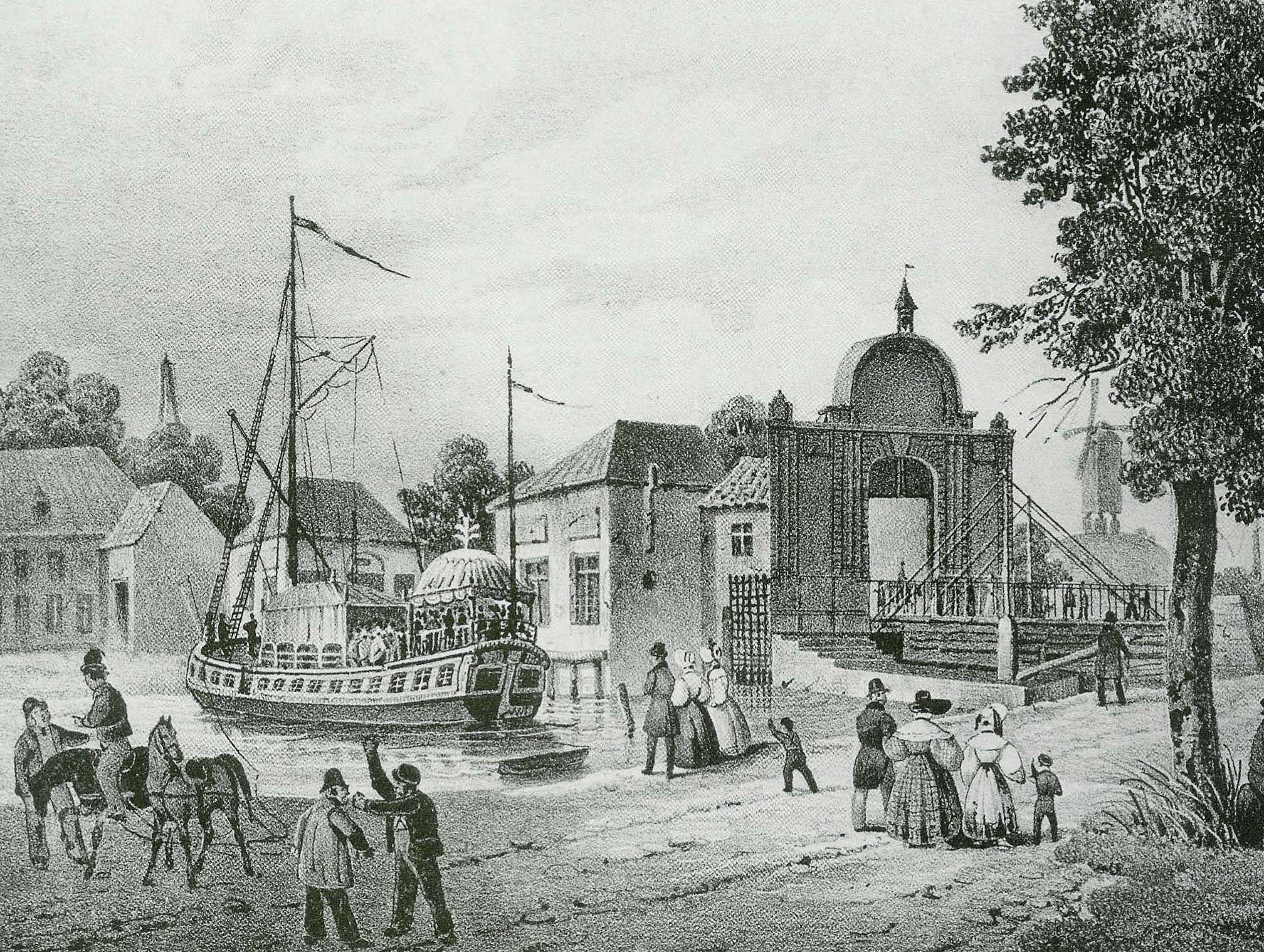
De Katelijnepoort in 1831. Ook afgebeeld is de Gentse barge, die op regelmatige tijdstippen de verbinding maakte met Gent; een dienst die bestond tussen 1624 en 1911.

De Katelijnepoort was een stadspoort in Brugge. De poort was gelegen aan het einde van de Katelijnestraat. De naam van de poort wordt nog steeds gebruikt voor de plaats waar ze vroeger lag. Aan de Katelijnepoort ligt nu nog een draaibrug over de Ringvaart, de Katelijnepoortbrug.

## Geschiedenis
De Katelijnepoort was de plaats waar men Brugge verliet richting Kortrijk. Het was een van de poorten die deel uitmaakte van de tweede stadsomwalling, gerealiseerd in 1297. De poort leidde destijds naar de Sint-Catharinaparochie, waarvan de kerk buiten de stadsmuren lag. Die kerk werd echter gesloopt in 1578.
Na de nederlaag van de Bruggelingen tegen de Gentenaren in de slag op het Beverhoutsveld in 1382 werd de poort op bevel van Filips van Artevelde gesloopt. Ze werd in het begin van de 15de eeuw in witte natuursteen herbouwd (in tegenstelling tot de Gentpoort die in dezelfde periode in baksteen werd opgetrokken) onder leiding van meester-metselaar Jan van Oudenaarde en Martin van Leuven. De voorpoort werd in 1753 herbouwd. In 1782 werd de binnenpoort afgebroken; de rest van het complex volgde in 1862. Deze werken werden uitgevoerd door een afbraakbedrijf waar Romaan Gezelle, de broer van Guido Gezelle, vuurwerkaansteker was. Hij werd bij die werken zwaargewond en zijn been moest worden geamputeerd.